# Ludwig Eichhorn (Politiker, 1924)
Ludwig Eichhorn (* 24. März 1924 in Duisburg; † 21. August 2006) war ein deutscher Politiker und ehemaliger Landtagsabgeordneter (SPD).

## Leben
Nach dem Besuch der Volksschule absolvierte er eine kaufmännische Lehre und schulte im Jahr 1945 zum Elektroschweißer um. Am 15. Juni 1942 hatte er die Aufnahme in die NSDAP beantragt und wurde zum 1. September desselben Jahres aufgenommen (Mitgliedsnummer 9.118.744). Seit 1950 war er Mitglied des Betriebsrates, von 1969 bis 1985 war Eichhorn Betriebsratsvorsitzender.
Im Jahr 1950 wurde er Mitglied der SPD und war in zahlreichen Parteigremien vertreten. Außerdem war er Mitglied der IG Metall.
Vom 28. Mai 1975 bis 30. Mai 1990 war Eichhorn Mitglied des Landtags des Landes Nordrhein-Westfalen. Er wurde jeweils im Wahlkreis 072 bzw. 066 Duisburg I direkt gewählt.
Von 1962 bis 1974 war er Mitglied im Stadtrat der Stadt Duisburg. Ferner war er von 1962 bis 1974 Mitglied der Landschaftsversammlung des Landschaftsverbandes Rheinland.

## Ehrungen
- 1978: Verdienstkreuz am Bande des Verdienstordens der Bundesrepublik Deutschland
- 1986: Verdienstkreuz 1. Klasse des Verdienstordens der Bundesrepublik Deutschland
- 1992: Verdienstorden des Landes Nordrhein-Westfalen[3]